# واهان (سلاح گرم)
واهان (انگلیسی: VAHAN) یک تفنگ تهاجمی ساخت شوروی/ارمنستان می‌باشد که توسط مهندس و طراح سلاح گرم، واهان اس. ماناسیان طراحی شده‌است. این سلاح قابلیت نصب نارنجک پرتاب کن، سرنیزه و نصب پیشرفته‌ترین دوربین‌های تاکتیکال را دارد.